# Teodorico Olaechea
Teodorico Olaechea (Ica, 1848-Lima, 20 de mayo de 1905) fue un ingeniero y docente universitario peruano.

## Biografía
Hijo de José Antonio Olaechea y Robles y de María Anselma Robles y Aizcorbe. 
Cursó sus estudios escolares en el Colegio Nacional San Luis Gonzaga de Ica. Se trasladó a Lima, donde ingresó a la Facultad de Ciencias de la Universidad Mayor de San Marcos (1868). Se recibió de ingeniero, siendo uno de los fundadores de la Escuela Nacional de Ingenieros (1872), donde se encargó del curso de Agricultura en la Sección de Ingenieros Industriales. Se graduó sucesivamente de bachiller, licenciado y doctor en Ciencias (1874).
En San Marcos ejerció como catedrático de Geometría Descriptiva y Dibujo Lineal (1876), y luego de Mineralogía, Geología y Paleontología. Este curso lo dictó también en la Escuela de Ingenieros. Viajó por el país reuniendo fósiles y muestras minerales, con los que ilustró sus clases, iniciando así la formación de un museo especializado.
Durante la guerra del Pacífico, participó en la organización de la defensa de Lima, como teniente de la IV Compañía del Cuerpo de Ingenieros. Ocupada la ciudad por los chilenos en 1881, se encargó provisionalmente de la cátedra de Química en la Facultad de Ciencias de San Marcos. En 1887 pasó a ser titular de la misma. Posteriormente, fue secretario de la Escuela de Ingenieros y sus consejos (1892-1905).
Fue miembro fundador de la Sociedad Geográfica de Lima (1888) y del Instituto Histórico del Perú (1905).
Hizo investigaciones en el campo de las ciencias naturales y publicó algunos de sus trabajos en el Boletín de Minas (editado por la Escuela de Ingenieros), así como en la Revista de Ciencias.

## Publicaciones
- Apuntes sobre el departamento de Apurímac  (1887)
- Apuntes sobre minería en el Perú (1898)
- Catálogo de las muestras de la Escuela Nacional de Ingenieros presentadas a la Exposición Industrial de 1892 (1892)
- El nombre de Ica (1905)